# 8304 Ryomichico
8304 Ryomichico eller 1995 DJ1 är en asteroid i huvudbältet som upptäcktes den 22 februari 1995 av den japanska astronomen Takao Kobayashi vid Ōizumi-observatoriet. Den är uppkallad efter poeten Ryo Michico.
Asteroiden har en diameter på ungefär 5 kilometer och den tillhör asteroidgruppen Nysa.